# John P. Maier
John Paul Maier (* 1947) ist ein britischer Physikochemiker und Hochschullehrer an der Universität Basel.

## Leben und Wirken
Maier studierte Chemie an der Nottingham University mit dem Bachelor-Abschluss 1969 und promovierte 1972 bei David W. Turner an der Universität Oxford (Balliol College) in Physikalischer Chemie. Ab 1973 war er an der Universität Basel, ab 1978 als Privatdozent, ab 1982 als Extraordinarius und ab 1992 als Ordinarius für Physikalische Chemie.
Er befasste sich unter anderem mit Spektroskopie von Molekülen in Edelgas-Matrizen und spektroskopische Untersuchung und Kühlung größerer Moleküle in Ionenfallen. Seine Gruppe untersucht insbesondere Kohlenstoffverbindungen in Form von Radikalen und Ionen, besonders solche die aus der Astrophysik (interstellare Materie) bekannt sind. Er kombiniert dabei Techniken der Laserspektroskopie, Massenspektrometrie und Ionenfallen. Maier konnte damit 1993 eine Vermutung beweisen, dass einige Besonderheiten von Spektren von diffusen interstellaren Bändern (diffuse interstellar bands, DIB, zuerst entdeckt 1919/20 von Mary Heger am Lick-Observatorium) auf einfach ionisierte Fullerene zurückzuführen sind und dass diese somit häufig im interstellaren Raum vorkommen. Die Entdecker der Fullerene hatten Mitte der 1980er Jahre nur die nicht-ionsierten Formen von Fullerenen spektroskopisch untersucht und keine Übereinstimmung gefunden. Harry Kroto vermutete dann 1987, dass man einfach ionisierte Fullerene untersuchen müsste, was Maier gelang, indem er die heißen ionisierten Fullerene herunterkühlte in einer Ionenfalle und somit interstellare Bedingungen herstellte.
Er erhielt 1979 den Werner-Preis der Schweizer chemischen Gesellschaft, 1986 den Chemie-Preis der Akademie der Wissenschaften zu Göttingen, 1980 die Marlow Medal der British Chemical Society und 1987 den nationalen Latsis-Preis der Schweizer Forschungsgesellschaft. 1999 wurde er Fellow der Royal Society und 2015 Fellow der American Physical Society (APS). 2010 erhielt er einen ERC Advanced Grant und einen Humboldt-Forschungspreis. 2016 erhielt er die Wheland Medal der Universität Chicago.

## Schriften (Auswahl)
- mit Ewen Campbell: Fullerenes in space, Angewandte Chemie, Band 56, 2017, S. 4920–4929, doi:10.1002/anie.201612117